# Ligue 1 2012-13
La temporada 2012-13 de la Ligue 1 fue la septuagésima quinta edición de la Liga francesa de fútbol. El Montpellier era el vigente campeón, pero en esta temporada, el París Saint-Germain ganó su tercer título de Ligue 1. El calendario de liga fue anunciado en abril de 2012 y los partidos se determinaron el 30 de mayo. La temporada comenzó el 10 de agosto y finalizó el 26 de mayo de 2013. El receso invernal comenzó el 24 de diciembre, reanudándose el campeonato el 12 de enero de 2013.
La temporada actual conmemora el 80.º aniversario del fútbol profesional en Francia. Además, la compañía de ropa deportiva alemana Adidas se convirtió en el proveedor de los balones oficiales para la temporada después de acordar un acuerdo a largo plazo con la Ligue de Football Professionnel. Para conmemorar el 80.º aniversario, Adidas presentó un balón exclusivo, conocido como Le 80, para la nueva temporada.
Dado que Francia cayó del quinto al sexto lugar en el coeficiente de la UEFA al final de la temporada 2011-12, el equipo de la liga, el tercer clasificado entrará en la tercera ronda previa de la Liga de Campeones de la UEFA 2013-14, cuando previamente entraba en la ronda de play-off.

## Equipos
Hay tres equipos que ascendieron desde la Ligue 2, en sustitución de los tres equipos que fueron relegados de la Ligue 1 después de la temporada 2011-12. Un total de 20 equipos compiten actualmente en la liga con tres clubes que descienden a la segunda división, la Ligue 2. Todos los clubes que se aseguraron su participación en la Ligue 1 en la temporada estaban sujetos a la aprobación de la DNCG antes de tener derecho a disputar la competición.
El Bastia se convirtió en el primer club en lograr el ascenso a la Ligue 1. El club logró el título de segunda división el 1 de mayo de 2012 con tres partidos de antelación después de derrotar al Metz por 3-0 en el Stade Armand Cesari. El Bastia regresó, así, a la primera división después de una ausencia de siete años y entró en la Ligue 1 con dos ascensos consecutivos. El club había ganado el ascenso a la Ligue 2, después de ganar la edición 2010-11 del Championnat National.
Por su parte, el Reims y el Troyes fueron los segundos y terceros clasificados, respectivamente, que ganaron el ascenso a la Ligue 1 junto con el campeón Bastia. Ambos clubes lograron el ascenso con un partido por jugar el 11 de mayo de 2012, que colocaba a cada club en segundo y tercer lugar de forma permanente. El Stade de Reims, seis veces campeón de la Ligue 1, regresaba a la primera división después de más de 33 años jugando en las divisiones inferiores. Durante esos 33 años, el club sufrió una liquidación económica y tenía todos los aspectos del club (sus registros, trofeos, etc.) subastados. El Troyes regresaba a la Ligue 1 después de pasar cuatro años jugando en la Ligue 2. Durante sus cinco años fuera de la primera división, el Troyes también jugó en el Championnat National, el tercer nivel del fútbol francés.
| Pos | Descendidos de Ligue 1 |
| --- | ---------------------- |
| 18º | SM Caen                |
| 19º | Dijon FCO              |
| 20º | AJ Auxerre             |

| Pos | Ascendidos de Ligue 2 |
| --- | --------------------- |
| 1º  | SC Bastia             |
| 2º  | Stade de Reims        |
| 3º  | Troyes AC             |

### Información de los equipos
| Club                | Entrenador1        | Capitán1               | Fabricante deportivo1 | Patrocinador1                   |
| ------------------- | ------------------ | ---------------------- | --------------------- | ------------------------------- |
| Ajaccio             | Albert Emon        | Jean-Baptiste Pierazzi | Duarig                | Restos du Coeur                 |
| Bastia              | Frédéric Hantz     | Yannick Cahuzac        | Kappa                 | Oscaro                          |
| Brest               | Corentin Martins   | Ahmed Kantari          | Nike                  | Quéguiner                       |
| Burdeos             | Francis Gillot     | Jaroslav Plašil        | Puma                  | Kia                             |
| Évian               | Pascal Dupraz      | Cédric Barbosa         | Kappa                 | Danette                         |
| Lille               | Rudi García        | Rio Mavuba             | Umbro                 | Groupe Partouche                |
| Lorient             | Christian Gourcuff | Bruno Ecuele Manga     | Macron                | La trinitaine                   |
| Lyon                | Rémi Garde         | Lisandro López         | adidas                | Everest Poker                   |
| Marsella            | Élie Baup          | Steve Mandanda         | adidas                | Intersport                      |
| Montpellier         | René Girard        | Mapou Yanga-Mbiwa      | Nike                  | Dyneff                          |
| Nancy               | Patrick Gabriel    | André Luiz             | Umbro                 | Odalys Vacances                 |
| Niza                | Claude Puel        | Didier Digard          | Burrda                | Mutuelles du Soleil             |
| París Saint-Germain | Carlo Ancelotti    | Thiago Silva           | Nike                  | Emirates, Qatar Investment Fund |
| Reims               | Hubert Fournier    | Mickaël Tacalfred      | Hummel                |                                 |
| Rennes              | Frédéric Antonetti | Romain Danzé           | Puma                  | Samsic                          |
| Saint-Étienne       | Christophe Galtier | Loïc Perrin            | adidas                | Winamax                         |
| Sochaux             | Éric Hely          | David Sauget           | Lotto                 | Mobil 1                         |
| Toulouse            | Alain Casanova     | Jonathan Zebina        | Kappa                 | JD Promotion                    |
| Troyes              | Jean-Marc Furlan   | Eloge Enza Yamissi     | Duarig                | Afflelou                        |
| Valenciennes        | Daniel Sanchez     | Rudy Mater             | Uhlsport              | GDE Recyclage                   |

1Datos actualizados al 28 de febrero de 2013.

### Cambios de entrenadores
| Equipo   | Entrenador (jornadas)                          |
| -------- | ---------------------------------------------- |
| Évian    | Pablo Correa (1-3) Pascal Dupraz (4-38)        |
| Ajaccio  | Alex Dupont (1-18) Albert Emon (19-38)         |
| AS Nancy | Jean Fernández (1-19) Patrick Gabriel (20-38)  |
| Brest    | Landry Chauvin (1-30) Corentin Martins (31-38) |

### Estadios
| Club                | Ciudad            | Estadio                      | Capacidad | Asistencia media |
| ------------------- | ----------------- | ---------------------------- | --------- | ---------------- |
| Ajaccio             | Ajaccio           | Stade François Coty          | 10.660    | 7.060            |
| Bastia              | Bastia            | Stade Armand Cesari          | 16.480    | 13.619           |
| Burdeos             | Burdeos           | Stade Chaban-Delmas          | 34.462    | 19.683           |
| Brest               | Brest             | Stade Francis-Le Blé         | 15.931    | 11.936           |
| Évian               | Annecy            | Parc des Sports              | 15.660    | 9.697            |
| Lille               | Villeneuve-d'Ascq | Grand Stade Lille Métropole  | 50.186    | 40.326           |
| Lorient             | Lorient           | Stade du Moustoir            | 18.890    | 14.784           |
| Lyon                | Lyon              | Stade de Gerland             | 41.842    | 29.210           |
| Marsella            | Marsella          | Stade Vélodrome1             | 42.000    | 34.083           |
| Montpellier         | Montpellier       | Stade de la Mosson           | 32.939    | 18.141           |
| Nancy               | Tomblaine         | Stade Marcel Picot           | 20.085    | 15.098           |
| Niza                | Niza              | Stade du Ray                 | 17.415    | 9.590            |
| París Saint-Germain | París             | Parc des Princes             | 48.712    | 42.289           |
| Reims               | Reims             | Stade Auguste Delaune        | 21.684    | 14.696           |
| Rennes              | Rennes            | Stade de la Route de Lorient | 31.127    | 17.185           |
| Saint-Étienne       | Saint-Étienne     | Stade Geoffroy-Guichard2     | 26.747    | 22.554           |
| Sochaux             | Montbéliard       | Stade Auguste Bonal          | 20.005    | 12.163           |
| Toulouse            | Toulouse          | Stadium Municipal            | 35.470    | 18.140           |
| Troyes              | Troyes            | Stade de l'Aube              | 21.877    | 12.833           |
| Valenciennes        | Valenciennes      | Stade du Hainaut             | 24.926    | 15.513           |

- 1El Stade Vélodrome está actualmente en proceso de renovación, en preparación para la Eurocopa 2016. La capacidad actual es de 42.000, una disminución de la capacidad original de 60.031.[36] La capacidad se ampliará ligeramente en diciembre de 2012 tras la finalización de la nueva stand.

- 2El Stade Geoffroy-Guichard está actualmente en proceso de renovación, en preparación para la Eurocopa 2016. La capacidad actual es de 26.747, una disminución de la capacidad original de 35.616.[37] La capacidad se ampliará ligeramente en agosto de 2012 tras la finalización de la nueva stand.

### Equipos porregión
| \| Región \| N.º \| Equipos \| \| ------------------------- \| --- \| ---------------------------------------- \| \| Bretaña \| 3 \| Stade Brestois, Lorient y Stade Rennes \| \| Ródano-Alpes \| 3 \| Évian, Olympique de Lyon y Saint-Étienne \| \| Champaña-Ardenas \| 2 \| Stade de Reims y Troyes \| \| Córcega \| 2 \| Ajaccio y Bastia \| \| Norte-Paso de Calais \| 2 \| Lille y Valenciennes \| \| Provenza-Alpes-Costa Azul \| 2 \| Olympique de Marsella y Niza \| \| Aquitania \| 1 \| Girondins de Bordeaux \| \| Franco Condado \| 1 \| Sochaux \| \| Isla de Francia \| 1 \| París Saint-Germain \| \| Languedoc-Rosellón \| 1 \| Montpellier \| \| Lorena \| 1 \| Nancy \| \| Mediodía-Pirineos \| 1 \| Toulouse \| |     | Montpellier Olympique de Lyon Paris Saint-Germain Stade de Reims Lille OSC Toulouse FC AS Saint-Étienne Stade Rennes Troyes AC Girondins de Burdeos SC Bastia AS Nancy Évian TG Olympique de Marsella Valenciennes FC AC Ajaccio OGC Niza FC Sochaux Stade Brestois FC Lorient |
| Región | N.º | Equipos |
| Bretaña | 3   | Stade Brestois, Lorient y Stade Rennes |
| Ródano-Alpes | 3   | Évian, Olympique de Lyon y Saint-Étienne |
| Champaña-Ardenas | 2   | Stade de Reims y Troyes |
| Córcega | 2   | Ajaccio y Bastia |
| Norte-Paso de Calais | 2   | Lille y Valenciennes |
| Provenza-Alpes-Costa Azul | 2   | Olympique de Marsella y Niza |
| Aquitania | 1   | Girondins de Bordeaux |
| Franco Condado | 1   | Sochaux |
| Isla de Francia | 1   | París Saint-Germain |
| Languedoc-Rosellón | 1   | Montpellier |
| Lorena | 1   | Nancy |
| Mediodía-Pirineos | 1   | Toulouse |

## Tabla de posiciones
| Pos. | Equipo                  | Pts. | PJ | G  | E  | P  | GF | GC | Dif. | Clasificación o descenso                             |
| ---- | ----------------------- | ---- | -- | -- | -- | -- | -- | -- | ---- | ---------------------------------------------------- |
| 1    | París Saint-Germain (C) | 83   | 38 | 25 | 8  | 5  | 69 | 23 | +46  | Fase de grupos de la Liga de Campeones               |
| 2    | Olympique de Marsella   | 71   | 38 | 21 | 8  | 9  | 42 | 36 | +6   | Fase de grupos de la Liga de Campeones               |
| 3    | Olympique de Lyon       | 67   | 38 | 19 | 10 | 9  | 61 | 38 | +23  | Tercera ronda clasificatoria de la Liga de Campeones |
| 4    | Niza                    | 64   | 38 | 18 | 10 | 10 | 57 | 46 | +11  | Ronda de play-off de la Liga Europa                  |
| 5    | Saint-Étienne           | 63   | 38 | 16 | 15 | 7  | 60 | 32 | +28  | Tercera ronda clasificatoria de la Liga Europa       |
| 6    | Lille                   | 62   | 38 | 16 | 14 | 8  | 59 | 40 | +19  |                                                      |
| 7    | Girondins de Burdeos    | 55   | 38 | 13 | 16 | 9  | 40 | 34 | +6   | Fase de grupos de la Liga Europa                     |
| 8    | Lorient                 | 53   | 38 | 14 | 11 | 13 | 57 | 58 | −1   |                                                      |
| 9    | Montpellier             | 52   | 38 | 15 | 7  | 16 | 54 | 51 | +3   |                                                      |
| 10   | Toulouse                | 51   | 38 | 13 | 12 | 13 | 49 | 47 | +2   |                                                      |
| 11   | Valenciennes            | 48   | 38 | 12 | 12 | 14 | 49 | 53 | −4   |                                                      |
| 12   | Bastia                  | 47   | 38 | 13 | 8  | 17 | 50 | 66 | −16  |                                                      |
| 13   | Stade Rennes            | 46   | 38 | 13 | 7  | 18 | 48 | 59 | −11  |                                                      |
| 14   | Stade de Reims          | 43   | 38 | 10 | 13 | 15 | 33 | 42 | −9   |                                                      |
| 15   | Sochaux                 | 41   | 38 | 10 | 11 | 17 | 41 | 57 | −16  |                                                      |
| 16   | Évian                   | 40   | 38 | 10 | 10 | 18 | 46 | 53 | −7   |                                                      |
| 17   | Ajaccio                 | 40   | 38 | 9  | 15 | 14 | 39 | 51 | −12  |                                                      |
| 18   | Nancy-Lorraine (D)      | 38   | 38 | 9  | 11 | 18 | 38 | 58 | −20  | Descenso de categoría                                |
| 19   | Troyes (D)              | 37   | 38 | 8  | 13 | 17 | 43 | 61 | −18  | Descenso de categoría                                |
| 20   | Stade Brestois (D)      | 29   | 38 | 8  | 5  | 25 | 32 | 62 | −30  | Descenso de categoría                                |

 Fuente: Marca.com y Lfp.fr
Notas:
1. ↑  Saint-Étienne se clasificó para la tercera ronda clasificatoria de la Liga Europa 2013-14 al haber ganado la Copa de la Liga de Francia 2012-13.
2. ↑  Girondins de Burdeos se clasificó para la fase de grupos de la Liga Europa 2013-14 al haber ganado la Copa de Francia 2012-13.
3. ↑  Ajaccio fue sancionado con una reducción de 2 puntos el 9 de agosto de 2012 debido a incidentes suscitados en un partido contra el Olympique de Lyon en la temporada anterior.

### Evolución de la clasificación
| Equipo / Jornada      | 1  | 2  | 3  | 4  | 5  | 6  | 7  | 8  | 9  | 10 | 11 | 12 | 13 | 14 | 15 | 16 | 17 | 18 | 19 | 20 | 21 | 22 | 23 | 24 | 25 | 26 | 27 | 28 | 29 | 30 | 31 | 32 | 33 | 34 | 35 | 36 | 37 | 38 |
| Equipo / Jornada      |    |    |    |    |    |    |    |    |    |    |    |    |    |    |    |    |    |    |    |    |    |    |    |    |    |    |    |    |    |    |    |    |    |    |    |    |    |    |
| --------------------- | -- | -- | -- | -- | -- | -- | -- | -- | -- | -- | -- | -- | -- | -- | -- | -- | -- | -- | -- | -- | -- | -- | -- | -- | -- | -- | -- | -- | -- | -- | -- | -- | -- | -- | -- | -- | -- | -- |
| PSG                   | 10 | 12 | 11 | 8  | 4  | 3  | 2  | 2  | 1  | 1  | 2  | 2  | 3  | 2  | 4  | 2  | 2  | 1  | 1  | 2  | 1  | 1  | 1  | 1  | 1  | 1  | 1  | 1  | 1  | 1  | 1  | 1  | 1  | 1  | 1  | 1  | 1  | 1  |
| Marsella              | 5  | 2  | 1  | 1  | 1  | 1  | 1  | 1  | 2  | 4  | 3  | 3  | 4  | 3  | 2  | 3  | 3  | 3  | 3  | 3  | 3  | 3  | 3  | 3  | 3  | 3  | 3  | 3  | 3  | 2  | 2  | 2  | 2  | 2  | 2  | 2  | 2  | 2  |
| Lyon                  | 7  | 1  | 2  | 2  | 2  | 2  | 3  | 3  | 3  | 2  | 1  | 1  | 1  | 1  | 1  | 1  | 1  | 2  | 2  | 1  | 2  | 2  | 2  | 2  | 2  | 2  | 2  | 2  | 2  | 3  | 4  | 3  | 3  | 3  | 3  | 3  | 3  | 3  |
| Niza                  | 17 | 14 | 15 | 16 | 10 | 11 | 12 | 16 | 15 | 17 | 15 | 15 | 11 | 10 | 9  | 10 | 8  | 5  | 9  | 5  | 4  | 6  | 5  | 6  | 4  | 4  | 5  | 5  | 5  | 6  | 6  | 5  | 6  | 6  | 4  | 5  | 6  | 4  |
| Saint-Étienne         | 15 | 15 | 10 | 7  | 9  | 10 | 11 | 9  | 10 | 5  | 6  | 4  | 5  | 4  | 3  | 4  | 4  | 8  | 10 | 11 | 8  | 7  | 6  | 4  | 5  | 5  | 4  | 4  | 4  | 4  | 3  | 4  | 4  | 4  | 5  | 6  | 4  | 5  |
| Lille                 | 3  | 6  | 8  | 11 | 11 | 12 | 15 | 10 | 11 | 10 | 8  | 7  | 8  | 9  | 10 | 11 | 10 | 11 | 8  | 8  | 10 | 11 | 10 | 10 | 10 | 8  | 7  | 6  | 6  | 5  | 5  | 6  | 5  | 5  | 6  | 4  | 5  | 6  |
| Burdeos               | 1  | 4  | 4  | 4  | 5  | 6  | 5  | 6  | 6  | 8  | 7  | 6  | 2  | 5  | 6  | 6  | 5  | 7  | 7  | 4  | 7  | 5  | 4  | 7  | 9  | 10 | 10 | 9  | 9  | 9  | 9  | 9  | 9  | 9  | 9  | 8  | 9  | 7  |
| Lorient               | 9  | 5  | 7  | 3  | 3  | 4  | 4  | 4  | 8  | 9  | 11 | 11 | 10 | 11 | 11 | 8  | 6  | 4  | 5  | 7  | 6  | 8  | 9  | 8  | 7  | 9  | 9  | 10 | 8  | 8  | 8  | 8  | 7  | 7  | 8  | 7  | 7  | 8  |
| Montpellier           | 11 | 13 | 18 | 13 | 16 | 16 | 13 | 15 | 16 | 13 | 14 | 14 | 14 | 12 | 13 | 12 | 11 | 9  | 11 | 9  | 12 | 9  | 8  | 9  | 8  | 6  | 6  | 7  | 7  | 7  | 7  | 7  | 8  | 8  | 7  | 9  | 8  | 9  |
| Toulouse              | 12 | 7  | 5  | 5  | 7  | 7  | 6  | 7  | 4  | 3  | 4  | 8  | 9  | 7  | 8  | 9  | 12 | 12 | 12 | 12 | 9  | 10 | 11 | 12 | 12 | 12 | 12 | 11 | 11 | 11 | 11 | 11 | 11 | 11 | 10 | 10 | 10 | 10 |
| Valenciennes          | 4  | 9  | 3  | 6  | 6  | 9  | 7  | 8  | 5  | 6  | 5  | 5  | 6  | 6  | 5  | 5  | 7  | 10 | 6  | 10 | 11 | 12 | 12 | 11 | 11 | 11 | 11 | 12 | 12 | 12 | 13 | 14 | 12 | 12 | 12 | 11 | 13 | 11 |
| Bastia                | 2  | 3  | 6  | 9  | 12 | 15 | 16 | 13 | 12 | 11 | 12 | 13 | 17 | 14 | 12 | 13 | 15 | 16 | 13 | 13 | 13 | 13 | 13 | 14 | 15 | 16 | 13 | 14 | 14 | 13 | 12 | 12 | 13 | 13 | 13 | 13 | 12 | 12 |
| Rennes                | 14 | 18 | 12 | 17 | 18 | 18 | 14 | 11 | 9  | 12 | 9  | 9  | 7  | 8  | 7  | 7  | 9  | 6  | 4  | 6  | 5  | 4  | 7  | 5  | 6  | 7  | 8  | 8  | 10 | 10 | 10 | 10 | 10 | 10 | 11 | 12 | 11 | 13 |
| Reims                 | 18 | 17 | 13 | 14 | 8  | 5  | 8  | 5  | 7  | 7  | 10 | 10 | 13 | 15 | 15 | 15 | 17 | 17 | 15 | 16 | 18 | 18 | 18 | 16 | 17 | 17 | 16 | 17 | 16 | 16 | 15 | 13 | 14 | 14 | 14 | 16 | 14 | 14 |
| Sochaux               | 13 | 19 | 20 | 20 | 19 | 14 | 17 | 18 | 18 | 15 | 17 | 18 | 16 | 18 | 18 | 16 | 18 | 18 | 18 | 17 | 15 | 16 | 17 | 18 | 14 | 15 | 17 | 18 | 18 | 17 | 16 | 17 | 18 | 18 | 16 | 14 | 17 | 15 |
| Évian Thonon Gaillard | 20 | 16 | 17 | 18 | 15 | 17 | 18 | 17 | 17 | 18 | 18 | 17 | 18 | 17 | 17 | 18 | 14 | 15 | 17 | 18 | 17 | 17 | 16 | 17 | 18 | 18 | 18 | 16 | 15 | 15 | 17 | 16 | 16 | 17 | 18 | 17 | 15 | 16 |
| Ajaccio               | 8  | 11 | 16 | 12 | 14 | 13 | 9  | 14 | 13 | 14 | 16 | 12 | 15 | 16 | 16 | 17 | 13 | 14 | 16 | 15 | 16 | 15 | 14 | 13 | 13 | 13 | 14 | 13 | 13 | 14 | 14 | 15 | 15 | 15 | 15 | 15 | 16 | 17 |
| Nancy                 | 6  | 8  | 9  | 15 | 17 | 19 | 19 | 19 | 20 | 20 | 20 | 20 | 20 | 20 | 20 | 20 | 19 | 20 | 20 | 20 | 20 | 20 | 19 | 20 | 20 | 20 | 19 | 20 | 20 | 19 | 18 | 18 | 17 | 16 | 17 | 18 | 19 | 18 |
| Troyes                | 19 | 20 | 19 | 19 | 20 | 20 | 20 | 20 | 19 | 19 | 19 | 19 | 19 | 19 | 19 | 19 | 20 | 19 | 19 | 19 | 19 | 19 | 20 | 19 | 19 | 19 | 20 | 19 | 19 | 20 | 20 | 20 | 20 | 20 | 19 | 19 | 18 | 19 |
| Brest                 | 16 | 10 | 14 | 10 | 13 | 8  | 10 | 12 | 14 | 16 | 13 | 16 | 12 | 13 | 14 | 14 | 16 | 13 | 14 | 14 | 14 | 14 | 15 | 15 | 16 | 14 | 15 | 15 | 17 | 18 | 19 | 19 | 19 | 19 | 20 | 20 | 20 | 20 |

## Resultados

### Primera rueda
Los horarios corresponden a la Hora central europea (CET).
| Montpellier HSC     | 1 - 1 | Toulouse FC          |
| Thonon-Gaillard FC  | 0 - 2 | Girondins de Burdeos |
| AS Nancy            | 1 - 0 | Stade Brestois       |
| Niza                | 0 - 1 | AC Ajaccio           |
| París Saint-Germain | 2 - 2 | Lorient              |
| Rennes              | 0 - 5 | Olympique Lyon       |
| Saint-Étienne       | 1 - 2 | Lille OSC            |
| FC Sochaux          | 2 - 3 | SC Bastia            |
| Troyes AC           | 0 - 1 | Valenciennes         |
| Stade de Reims      | 0 - 1 | Marseille            |

| Lille OSC            | 1 - 1 | AS Nancy            |
| Olympique Lyon       | 5 - 0 | Troyes AC           |
| SC Bastia            | 2 - 1 | Stade de Reims      |
| Stade Brestois       | 1 - 0 | Thonon-Gaillard FC  |
| Lorient              | 2 - 1 | Montpellier HSC     |
| Toulouse FC          | 2 - 1 | Saint-Étienne       |
| Valenciennes         | 0 - 0 | Niza                |
| Girondins de Burdeos | 1 - 0 | Rennes              |
| Marseille            | 2 - 0 | FC Sochaux          |
| AC Ajaccio           | 0 - 0 | París Saint-Germain |

| Thonon-Gaillard FC  | 1 - 1 | Olympique Lyon       |
| Niza                | 2 - 2 | Lille OSC            |
| AS Nancy            | 0 - 1 | Toulouse FC          |
| Stade de Reims      | 1 - 0 | FC Sochaux           |
| Rennes              | 3 - 2 | SC Bastia            |
| Troyes AC           | 2 - 2 | Lorient              |
| Valenciennes        | 3 - 0 | AC Ajaccio           |
| Montpellier HSC     | 0 - 1 | Marseille            |
| Saint-Étienne       | 4 - 0 | Stade Brestois       |
| París Saint-Germain | 0 - 0 | Girondins de Burdeos |

| Olympique Lyon       | 7 - 0 | Valenciennes        |
| AC Ajaccio           | 2 - 0 | Thonon-Gaillard FC  |
| SC Bastia            | 0 - 3 | Saint-Étienne       |
| Stade Brestois       | 2 - 1 | Troyes AC           |
| Lorient              | 3 - 0 | AS Nancy            |
| FC Sochaux           | 1 - 3 | Montpellier HSC     |
| Toulouse FC          | 1 - 1 | Stade de Reims      |
| Girondins de Burdeos | 1 - 1 | Niza                |
| Marseille            | 3 - 1 | Rennes              |
| Lille OSC            | 1 - 2 | París Saint-Germain |

| París Saint-Germain | 2 - 0 | Toulouse FC          |
| Stade de Reims      | 3 - 1 | Montpellier HSC      |
| Troyes AC           | 1 - 1 | Lille OSC            |
| Thonon-Gaillard FC  | 3 - 0 | SC Bastia            |
| Niza                | 4 - 2 | Stade Brestois       |
| Saint-Étienne       | 0 - 1 | FC Sochaux           |
| Valenciennes        | 0 - 0 | Girondins de Burdeos |
| Rennes              | 1 - 2 | Lorient              |
| Olympique Lyon      | 5 - 0 | AC Ajaccio           |
| AS Nancy            | 0 - 1 | Marseille            |

| Montpellier HSC      | 1 - 1 | Saint-Étienne       |
| SC Bastia            | 0 - 4 | París Saint-Germain |
| Stade Brestois       | 2 - 1 | Valenciennes        |
| Lorient              | 1 - 1 | Niza                |
| Stade de Reims       | 2 - 0 | AS Nancy            |
| FC Sochaux           | 3 - 1 | Troyes AC           |
| Toulouse FC          | 2 - 2 | Rennes              |
| Girondins de Burdeos | 2 - 2 | AC Ajaccio          |
| Marseille            | 1 - 0 | Thonon-Gaillard FC  |
| Lille OSC            | 1 - 1 | Olympique Lyon      |

| Rennes              | 2 - 0 | Lille OSC            |
| París Saint-Germain | 2 - 0 | FC Sochaux           |
| AC Ajaccio          | 1 - 0 | Stade Brestois       |
| Thonon-Gaillard FC  | 1 - 1 | Lorient              |
| AS Nancy            | 0 - 2 | Montpellier HSC      |
| Niza                | 2 - 2 | SC Bastia            |
| Troyes AC           | 0 - 2 | Toulouse FC          |
| Valenciennes        | 4 - 1 | Marseille            |
| Saint-Étienne       | 0 - 0 | Stade de Reims       |
| Olympique Lyon      | 0 - 1 | Girondins de Burdeos |

| Saint-Étienne   | 4 - 0 | AS Nancy             |
| Montpellier HSC | 2 - 3 | Thonon-Gaillard FC   |
| SC Bastia       | 3 - 2 | Troyes AC            |
| Lille OSC       | 2 - 0 | AC Ajaccio           |
| Stade de Reims  | 3 - 1 | Niza                 |
| FC Sochaux      | 0 - 1 | Rennes               |
| Toulouse FC     | 2 - 2 | Valenciennes         |
| Stade Brestois  | 1 - 1 | Girondins de Burdeos |
| Lorient         | 1 - 1 | Olympique Lyon       |
| Marseille       | 2 - 2 | París Saint-Germain  |

| Girondins de Burdeos | 1 - 1 | Lille OSC       |
| París Saint-Germain  | 1 - 0 | Stade de Reims  |
| Thonon-Gaillard FC   | 0 - 4 | Toulouse FC     |
| AS Nancy             | 1 - 1 | FC Sochaux      |
| Niza                 | 1 - 1 | Saint-Étienne   |
| Rennes               | 2 - 1 | Montpellier HSC |
| Valenciennes         | 6 - 1 | Lorient         |
| AC Ajaccio           | 0 - 0 | SC Bastia       |
| Olympique Lyon       | 7 - 0 | Stade Brestois  |
| Troyes AC            | 1 - 0 | Marseille       |

| Saint-Étienne   | 2 - 0 | Rennes               |
| Lille OSC       | 2 - 1 | Valenciennes         |
| Montpellier HSC | 3 - 1 | Niza                 |
| AS Nancy        | 0 - 1 | París Saint-Germain  |
| Stade de Reims  | 1 - 1 | Troyes AC            |
| Toulouse FC     | 3 - 1 | Stade Brestois       |
| Lorient         | 4 - 4 | AC Ajaccio           |
| SC Bastia       | 3 - 1 | Girondins de Burdeos |
| FC Sochaux      | 2 - 1 | Thonon-Gaillard FC   |
| Marseille       | 0 - 4 | Olympique Lyon       |

| Stade Brestois       | 2 - 0 | Lorient         |
| París Saint-Germain  | 1 - 2 | Saint-Étienne   |
| Thonon-Gaillard FC   | 0 - 2 | Lille OSC       |
| Niza                 | 2 - 1 | AS Nancy        |
| Rennes               | 1 - 0 | Stade de Reims  |
| Troyes AC            | 1 - 1 | Montpellier HSC |
| Valenciennes         | 3 - 1 | FC Sochaux      |
| AC Ajaccio           | 0 - 2 | Marseille       |
| Olympique Lyon       | 5 - 0 | SC Bastia       |
| Girondins de Burdeos | 1 - 0 | Toulouse FC     |

| AS Nancy        | 1 - 3 | Rennes               |
| Lille OSC       | 1 - 0 | Stade Brestois       |
| SC Bastia       | 2 - 3 | Valenciennes         |
| Stade de Reims  | 1 - 2 | Thonon-Gaillard FC   |
| Saint-Étienne   | 2 - 0 | Troyes AC            |
| Toulouse FC     | 2 - 4 | AC Ajaccio           |
| Marseille       | 2 - 2 | Niza                 |
| Lorient         | 0 - 4 | Girondins de Burdeos |
| FC Sochaux      | 1 - 1 | Olympique Lyon       |
| Montpellier HSC | 1 - 1 | París Saint-Germain  |

| Lorient              | 2 - 0 | Lille OSC       |
| París Saint-Germain  | 1 - 2 | Rennes          |
| AC Ajaccio           | 0 - 1 | FC Sochaux      |
| Stade Brestois       | 3 - 0 | SC Bastia       |
| Thonon-Gaillard FC   | 2 - 2 | Saint-Étienne   |
| Troyes AC            | 3 - 3 | AS Nancy        |
| Valenciennes         | 1 - 1 | Montpellier HSC |
| Olympique Lyon       | 5 - 0 | Stade de Reims  |
| Niza                 | 1 - 0 | Toulouse FC     |
| Girondins de Burdeos | 1 - 0 | Marseille       |

| Saint-Étienne       | 1 - 0 | Valenciennes         |
| París Saint-Germain | 4 - 0 | Troyes AC            |
| SC Bastia           | 2 - 1 | Lorient              |
| AS Nancy            | 1 - 1 | AC Ajaccio           |
| Stade de Reims      | 0 - 0 | Stade Brestois       |
| Rennes              | 0 - 1 | Thonon-Gaillard FC   |
| FC Sochaux          | 0 - 1 | Niza                 |
| Montpellier HSC     | 1 - 0 | Girondins de Burdeos |
| Toulouse FC         | 4 - 3 | Olympique Lyon       |
| Marseille           | 1 - 0 | Lille OSC            |

| AC Ajaccio           | 0 - 0 | Saint-Étienne       |
| Olympique Lyon       | 7 - 0 | Montpellier HSC     |
| Girondins de Burdeos | 2 - 2 | FC Sochaux          |
| Thonon-Gaillard FC   | 1 - 1 | AS Nancy            |
| Lille OSC            | 0 - 0 | SC Bastia           |
| Niza                 | 3 - 0 | París Saint-Germain |
| Valenciennes         | 1 - 0 | Stade de Reims      |
| Stade Brestois       | 1 - 2 | Marseille           |
| Troyes AC            | 2 - 3 | Rennes              |
| Lorient              | 1 - 0 | Toulouse FC         |

| Toulouse FC         | 0 - 0 | SC Bastia            |
| París Saint-Germain | 4 - 0 | Thonon-Gaillard FC   |
| Montpellier HSC     | 3 - 0 | AC Ajaccio           |
| AS Nancy            | 1 - 1 | Valenciennes         |
| Rennes              | 2 - 2 | Stade Brestois       |
| FC Sochaux          | 1 - 1 | Lille OSC            |
| Troyes AC           | 1 - 1 | AS Nancy             |
| Stade de Reims      | 0 - 0 | Girondins de Burdeos |
| Marseille           | 0 - 3 | Lorient              |
| Saint-Étienne       | 0 - 5 | Olympique Lyon       |

| Niza                 | 1 - 0 | Rennes              |
| Valenciennes         | 0 - 4 | París Saint-Germain |
| Lille OSC            | 2 - 0 | Toulouse FC         |
| AC Ajaccio           | 1 - 2 | Stade de Reims      |
| Stade Brestois       | 2 - 0 | Montpellier HSC     |
| Thonon-Gaillard FC   | 2 - 0 | Troyes AC           |
| Lorient              | 1 - 1 | FC Sochaux          |
| Olympique Lyon       | 0 - 1 | AS Nancy            |
| SC Bastia            | 1 - 2 | Marseille           |
| Girondins de Burdeos | 0 - 0 | Saint-Étienne       |

| Rennes              | 2 -0  | Valenciennes         |
| Toulouse FC         | 0 - 1 | Marseille            |
| Montpellier HSC     | 4 - 0 | SC Bastia            |
| Niza                | 3 - 2 | Thonon-Gaillard FC   |
| Stade de Reims      | 1 - 1 | Lille OSC            |
| FC Sochaux          | 1 - 2 | Stade Brestois       |
| Troyes AC           | 3 - 2 | AC Ajaccio           |
| AS Nancy            | 1 - 1 | Girondins de Burdeos |
| Saint-Étienne       | 0 - 2 | Lorient              |
| París Saint-Germain | 1 - 0 | Olympique Lyon       |

| Stade Brestois       | 0 - 3 | París Saint-Germain |
| Lille OSC            | 4 - 1 | Montpellier HSC     |
| AC Ajaccio           | 2 - 4 | Rennes              |
| SC Bastia            | 4 - 2 | AS Nancy            |
| Girondins de Burdeos | 0 - 0 | Troyes AC           |
| Lorient              | 2 - 2 | Stade de Reims      |
| Olympique Lyon       | 5 - 0 | Niza                |
| Valenciennes         | 2 - 1 | Thonon-Gaillard FC  |
| Toulouse FC          | 2 - 0 | FC Sochaux          |
| Marseille            | 1 - 0 | Saint-Étienne       |

### Segunda rueda
| Saint-Étienne       | 2 - 2 | Toulouse FC          |
| París Saint-Germain | 0 - 0 | AC Ajaccio           |
| Troyes AC           | 1 - 2 | Olympique Lyon       |
| Thonon-Gaillard FC  | 0 - 2 | Stade Brestois       |
| Montpellier HSC     | 2 - 0 | Lorient              |
| AS Nancy            | 2 - 2 | Lille OSC            |
| Rennes              | 0 - 2 | Girondins de Burdeos |
| Stade de Reims      | 1 - 2 | SC Bastia            |
| Niza                | 5 - 0 | Valenciennes         |
| FC Sochaux          | 3 - 1 | Marseille            |

| Olympique Lyon       | 0 - 0 | Thonon-Gaillard FC  |
| FC Sochaux           | 1 - 0 | Stade de Reims      |
| Marseille            | 3 - 2 | Montpellier HSC     |
| AC Ajaccio           | 1 - 1 | Valenciennes        |
| Stade Brestois       | 0 - 1 | Saint-Étienne       |
| Lorient              | 3 - 2 | Troyes AC           |
| Toulouse FC          | 2 - 1 | AS Nancy            |
| SC Bastia            | 0 - 2 | Rennes              |
| Lille OSC            | 0 - 2 | Niza                |
| Girondins de Burdeos | 0 - 1 | París Saint-Germain |

| Valenciennes        | 0 - 2 | Olympique Lyon       |
| Rennes              | 2 - 2 | Marseille            |
| Thonon-Gaillard FC  | 1 - 1 | AC Ajaccio           |
| Montpellier HSC     | 2 - 0 | FC Sochaux           |
| AS Nancy            | 2 - 1 | Lorient              |
| Stade de Reims      | 1 - 1 | Toulouse FC          |
| Troyes AC           | 2 - 1 | Stade Brestois       |
| Saint-Étienne       | 3 - 0 | SC Bastia            |
| Niza                | 0 - 1 | Girondins de Burdeos |
| París Saint-Germain | 1 - 0 | Lille OSC            |

| Toulouse FC          | 0 - 4 | París Saint-Germain |
| Lorient              | 2 - 2 | Rennes              |
| SC Bastia            | 0 - 0 | Thonon-Gaillard FC  |
| Girondins de Burdeos | 2 - 0 | Valenciennes        |
| Stade Brestois       | 0 - 2 | Niza                |
| Lille OSC            | 1 - 1 | Troyes AC           |
| FC Sochaux           | 1 - 2 | Saint-Étienne       |
| AC Ajaccio           | 3 - 1 | Olympique Lyon      |
| Montpellier HSC      | 3 - 1 | Stade de Reims      |
| Marseille            | 0 - 1 | AS Nancy            |

| París Saint-Germain | 3 - 1 | SC Bastia            |
| Saint-Étienne       | 4 - 1 | Montpellier HSC      |
| AC Ajaccio          | 1 - 0 | Girondins de Burdeos |
| AS Nancy            | 1 - 2 | Stade de Reims       |
| Niza                | 1 - 1 | Lorient              |
| Troyes AC           | 0 - 0 | FC Sochaux           |
| Valenciennes        | 2 - 1 | Stade Brestois       |
| Thonon-Gaillard FC  | 1 - 1 | Marseille            |
| Rennes              | 2 - 0 | Toulouse FC          |
| Olympique Lyon      | 1 - 3 | Lille OSC            |

| Lille OSC            | 2 - 0 | Rennes              |
| Marseille            | 1 - 0 | Valenciennes        |
| SC Bastia            | 0 - 1 | Niza                |
| Stade Brestois       | 1 - 1 | AC Ajaccio          |
| Lorient              | 2 - 1 | Thonon-Gaillard FC  |
| Montpellier HSC      | 1 - 0 | AS Nancy            |
| Toulouse FC          | 2 - 2 | Troyes AC           |
| Girondins de Burdeos | 0 - 4 | Olympique de Lyon   |
| Stade de Reims       | 1 - 1 | Saint-Éttiene       |
| FC Sochaux           | 3 - 2 | Paris Saint-Germain |

| Niza                 | 2 - 0 | Stade de Reims  |
| Rennes               | 2 - 2 | FC Sochaux      |
| AC Ajaccio           | 1 - 3 | Lille OSC       |
| Thonon-Gaillard FC   | 0 - 1 | Montpellier HSC |
| AS Nancy             | 0 - 3 | Saint-Étienne   |
| Troyes AC            | 0 - 0 | SC Bastia       |
| Valenciennes         | 0 - 0 | Toulouse FC     |
| Olympique Lyon       | 3 - 1 | Lorient         |
| Girondins de Burdeos | 0 - 2 | Brest           |
| Paris Saint-Germain  | 2 - 0 | Marseille       |

| Montpellier HSC | 2 - 0 | Rennes               |
| Stade de Reims  | 1 - 0 | Paris Saint-Germain  |
| SC Bastia       | 1 - 0 | AC Ajaccio           |
| Lorient         | 1 - 1 | Valenciennes         |
| Saint-Étienne   | 4 - 0 | Niza                 |
| FC Sochaux      | 1 - 2 | AS Nancy             |
| Toulouse FC     | 0 - 0 | Thonon-Gaillard FC   |
| Brest           | 1 - 1 | Olympique Lyon       |
| Marseille       | 2 - 1 | Troyes AC            |
| Lille OSC       | 2 - 1 | Girondins de Burdeos |

| Rennes               | 2 - 2 | Saint-Éttiene         |
| Paris Saint-Germain  | 2 - 1 | AS Nancy              |
| AC Ajaccio           | 1 - 0 | Lorient               |
| Stade Brestois       | 0 - 1 | Toulouse FC           |
| Thonon-Gaillard FC   | 5 - 1 | FC Sochaux            |
| Troyes AC            | 4 - 2 | Stade de Reims        |
| Valenciennes FC      | 1 - 3 | Lille OSC             |
| Niza                 | 2 - 0 | Montpellier HSC       |
| Girondins de Burdeos | 1 - 0 | SC Bastia             |
| Olympique Lyon       | 0 - 0 | Olympique de Marsella |

| Marseille       | 0 - 0 | AC Ajaccio           |
| SC Bastia       | 4 - 1 | Olympique Lyon       |
| Lille OSC       | 1 - 2 | Thonon-Gaillard FC   |
| Lorient         | 4 - 0 | Brest                |
| Montpellier HSC | 1 - 1 | Troyes               |
| Stade de Reims  | 1 - 0 | Rennes               |
| FC Sochaux      | 1 - 1 | Valenciennes         |
| AS Nancy        | 1 - 0 | Niza                 |
| Toulouse FC     | 0 - 0 | Girondins de Burdeos |
| Saint-Étienne   | 2 - 2 | Paris Saint-Germain  |

| Paris Saint-Germain  | 1 - 0 | Montpellier HSC |
| Troyes AC            | 2 - 2 | Saint-Éttiene   |
| AC Ajaccio           | 2 - 3 | Toulouse        |
| Girondins de Burdeos | 1 - 1 | Lorient         |
| Thonon-Gaillard FC   | 2 - 2 | Stade de Reims  |
| Rennes               | 0 - 2 | AS Nancy        |
| Valenciennes         | 3 - 4 | SC Bastia       |
| Niza                 | 0 - 1 | Marseille       |
| Brest                | 1 - 2 | Lille OSC       |
| Olympique Lyon       | 1 - 2 | FC Sochaux      |

| Marseille       | 1 - 0 | Girondins de Burdeos |
| Rennes          | 0 - 2 | Paris Saint-Germain  |
| SC Bastia       | 4 - 0 | Brest                |
| Montpellier HSC | 3 - 1 | Valenciennes         |
| AS Nancy        | 1 - 0 | Troyes AC            |
| FC Sochaux      | 0 - 0 | AC Ajaccio           |
| Toulouse        | 3 - 4 | Niza                 |
| Saint-Éttiene   | 1 - 0 | Thonon-Gaillard FC   |
| Stade de Reims  | 1 - 0 | Olympique Lyon       |
| Lille OSC       | 5 - 0 | Lorient              |

| Valenciennes         | 0 - 0 | Saint-Éttiene       |
| Troyes AC            | 0 - 1 | Paris Saint-Germain |
| AC Ajaccio           | 1 - 1 | AS Nancy            |
| Girondins de Burdeos | 4 - 2 | Montpellier HSC     |
| Brest                | 0 - 2 | Stade de Reims      |
| Thonon-Gaillard FC   | 4 - 2 | Rennes              |
| Lorient              | 4 - 1 | SC Bastia           |
| Niza                 | 3 - 0 | FC Sochaux          |
| Olympique Lyon       | 3 - 1 | Toulouse            |
| Lille OSC            | 0 - 0 | Marseille           |

| Montpellier HSC     | 1 - 2 | Olympique Lyon       |
| Paris Saint-Germain | 3 - 0 | Niza                 |
| SC Bastia           | 1 - 2 | Lille OSC            |
| AS Nancy            | 3 - 1 | Thonon-Gaillard FC   |
| Stade de Reims      | 0 - 1 | Valenciennes         |
| FC Sochaux          | 2 - 2 | Girondins de Burdeos |
| Toulouse            | 0 - 1 | Lorient              |
| Marseille           | 1 - 0 | Brest                |
| Rennes              | 1 - 2 | Troyes AC            |
| Saint-Étienne       | 4 - 2 | AC Ajaccio           |

| Lille OSC            | 3 - 3 | FC Sochaux          |
| Lorient              | 0 - 1 | Marseille           |
| AC Ajaccio           | 2 - 1 | Montpellier HSC     |
| SC Bastia            | 0 - 0 | Toulouse            |
| Girondins de Burdeos | 0 - 0 | Stade de Reims      |
| Brest                | 0 - 2 | Rennes              |
| Valenciennes         | 0 - 0 | AS Nancy            |
| Olympique Lyon       | 1 - 1 | Saint-Étienne       |
| Niza                 | 3 - 1 | Troyes AC           |
| Thonon-Gaillard FC   | 0 - 1 | Paris Saint-Germain |

| Saint-Étienne       | 0 - 0 | Girondins de Burdeos |
| Marseille           | 2 - 1 | SC Bastia            |
| Montpellier HSC     | 2 - 1 | Brest                |
| Stade de Reims      | 1 - 1 | AC Ajaccio           |
| FC Sochaux          | 1 - 0 | Lorient              |
| Toulouse            | 4 - 2 | Lille OSC            |
| Troyes AC           | 1 - 0 | Thonon-Gaillard FC   |
| Rennes              | 0 - 3 | OGC Niza             |
| AS Nancy            | 0 - 3 | Olympique Lyon       |
| Paris Saint-Germain | 1 - 1 | Valenciennes         |

| Lille OSC            | 3 - 0 | Stade de Reims      |
| Marseille            | 2 - 1 | Toulouse            |
| AC Ajaccio           | 0 - 1 | Troyes AC           |
| SC Bastia            | 3 - 1 | Montpellier HSC     |
| Girondins de Burdeos | 3 - 2 | AS Nancy            |
| Brest                | 0 - 2 | FC Sochaux          |
| Valenciennes         | 4 - 1 | Stade de Reims      |
| FC Lorient           | 3 - 1 | Saint-Étienne       |
| Thonon-Gaillard FC   | 4 - 0 | OGC Niza            |
| Olympique Lyon       | 0 - 1 | Paris Saint-Germain |

| Thonon-Gaillard FC  | 2 - 0 | Valenciennes         |
| Montpellier HSC     | 0 - 0 | Lille OSC            |
| AS Nancy            | 1 - 2 | SC Bastia            |
| Paris Saint-Germain | 3 - 1 | Brest                |
| Stade de Reims      | 1 - 0 | FC Lorient           |
| Rennes              | 1 - 1 | AC Ajaccio           |
| Saint-Étienne       | 2 - 0 | Marseille            |
| FC Sochaux          | 1 - 2 | Toulouse             |
| Troyes AC           | 1 - 0 | Girondins de Burdeos |
| Niza                | 1 - 1 | Olympique Lyon       |

| AC Ajaccio           | 0 - 2 | Niza                |
| SC Bastia            | 0 - 0 | FC Sochaux          |
| Girondins de Burdeos | 2 - 1 | Thonon-Gaillard FC  |
| Brest                | 1 - 2 | AS Nancy            |
| Lille OSC            | 1 - 1 | Saint-Étienne       |
| Lorient              | 1 - 3 | Paris Saint-Germain |
| Olympique Lyon       | 2 - 0 | Rennes              |
| Marseille            | 0 - 0 | Stade de Reims      |
| Toulouse             | 2 - 0 | Montpellier HSC     |
| Valenciennes         | 2 - 1 | Troyes              |

## Estadísticas
| Zlatan Ibrahimović                       | París Saint-Germain | 30 |
| Pierre Emerick Aubameyang                | Saint-Étienne       | 19 |
| Darío Cvitanich                          | Niza                | 19 |
| Bafétimbi Gomis                          | Olympique de Lyon   | 16 |
| Wissam Ben Yedder                        | Toulouse FC         | 15 |
| Jérémie Aliadière                        | Lorient             | 15 |
| Anthony Modeste                          | SC Bastia           | 15 |
| Salomon Kalou                            | Lille OSC           | 14 |
| André-Pierre Gignac                      | Marsella            | 13 |
| Saber Khelifa                            | Évian               | 13 |
| Última actualización: 26 de mayo de 2013 |                     |    |

| Mathieu Valbuena                         | Olympique de Marsella | 12 |
| Dimitri Payet                            | Lille OSC             | 12 |
| Yohan Mollo                              | Saint-Étienne         | 11 |
| Gaël Danic                               | Valenciennes          | 11 |
| Pierre Emerick Aubameyang                | Saint-Étienne         | 8  |
| Javier Pastore                           | París Saint-Germain   | 8  |
| Jérôme Rothen                            | Bastia                | 8  |
| Jérémy Ménez                             | París Saint-Germain   | 7  |
| Jérémie Aliadière                        | Lorient               | 7  |
| Zlatan Ibrahimović                       | París Saint-Germain   | 7  |
| Última actualización: 26 de mayo de 2013 |                       |    |

### Trofeos UNFP
- Mejor jugador:  Zlatan Ibrahimović (PSG)
- Mejor portero:  Salvatore Sirigu (PSG)
- Mejor joven:  Florian Thauvin (SC Bastia)
- Mejor entrenador (ex aequo):  Christophe Galtier (Saint-Étienne) y  Carlo Ancelotti (PSG)
- Gol más bonito:  Saber Khalifa (Évian TG) contra el OGC Niza